# معرکه (فیلم)
معرکه فیلمی به کارگردانی روبیک زادوریان و نویسندگی فریدون گله محصول سال ۱۳۵۰ است.

## بازیگران
- ایرج رستمی
- شهین
- رفیع حالتی
- عزت اله مقبلی
- عباس مهردادیان
- مانوئل ماروتیان
- هایک
- مژگان
- غلامرضا سرکوب
- علی میری
- لرتا